# 72 Seasons
72 Seasons is het elfde studioalbum van de Amerikaanse metalband Metallica, dat wereldwijd werd uitgebracht door Blackened op 14 april 2023. Het album werd opgenomen van 2015 tot 2016 in productie van Greg Fidelman, James Hetfield en Lars Ulrich. 

## Nummers op het album
| 1.                 | 72 Seasons             | Hetfield, Ulrich, Hammett  | 7:39  |
| 2.                 | Shadows Follow         | Hetfield, Ulrich           | 6:12  |
| 3.                 | Screaming Suicide      | Hetfield, Ulrich, Trujillo | 5:30  |
| 4.                 | Sleepwalk My Life Away | Hetfield, Ulrich, Trujillo | 6:56  |
| 5.                 | You Must Burn!         | Hetfield, Ulrich, Trujillo | 7:03  |
| 6.                 | Lux Æterna             | Hetfield, Ulrich           | 3:22  |
| 7.                 | Crown of Barbed Wire   | Hetfield, Ulrich, Hammett  | 5:49  |
| 8.                 | Chasing Light          | Hetfield, Ulrich, Hammett  | 6:45  |
| 9.                 | If Darkness Had a Son  | Hetfield, Ulrich, Hammett  | 6:36  |
| 10.                | Too Far Gone?          | Hetfield, Ulrich           | 4:34  |
| 11.                | Room of Mirrors        | Hetfield, Ulrich           | 5:43  |
| 12.                | Inamorata              | Hetfield, Ulrich           | 11:10 |
| Totale duur: 77:42 |                        |                            |       |

## Uitvoerende musici
- James Hetfield - zang, slaggitaar
- Kirk Hammett - leadgitaar
- Robert Trujillo - basgitaar, achtergrondzang op "You Must Burn!"
- Lars Ulrich - drums